# Stacy Keach

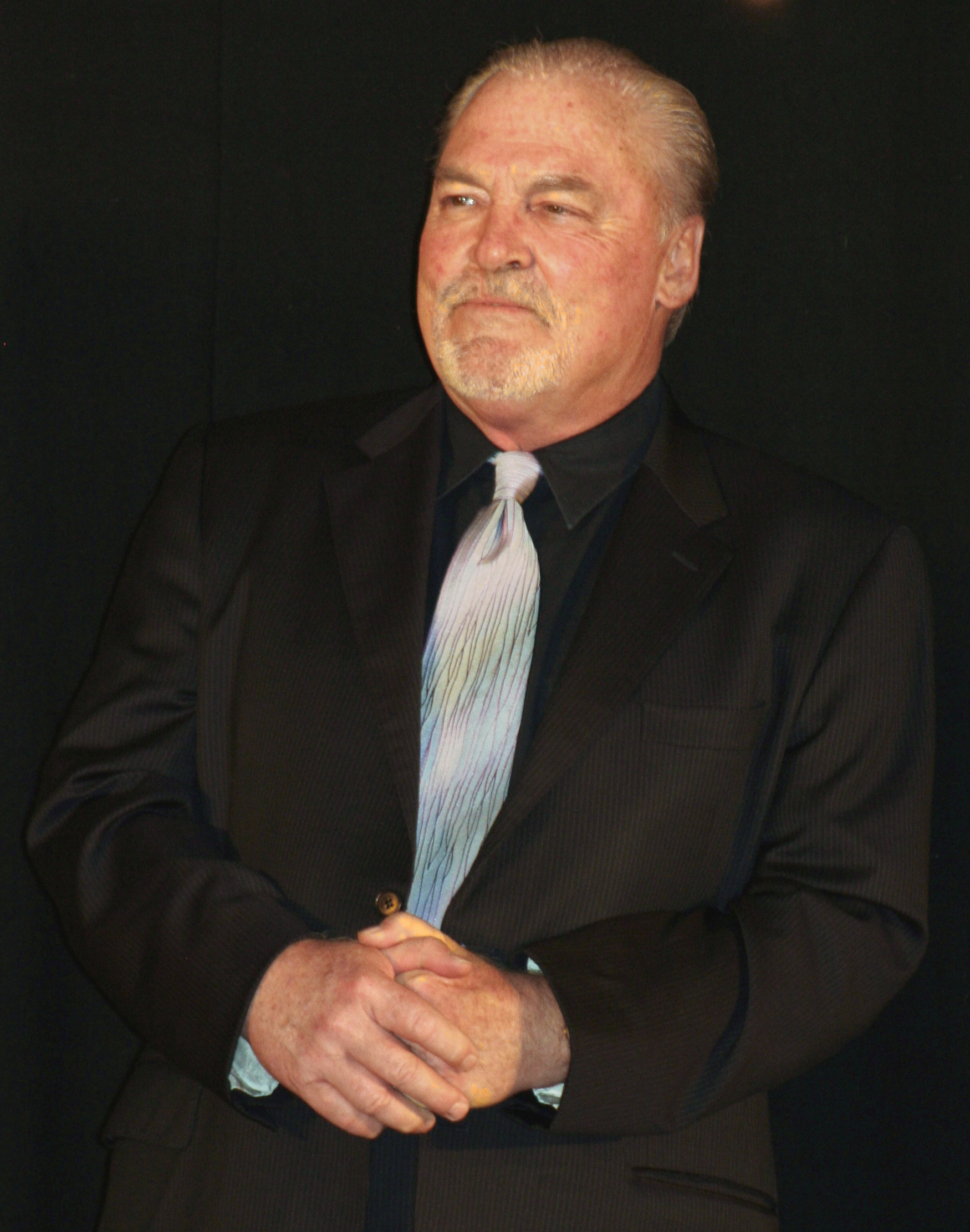
Stacy Keach, 2007

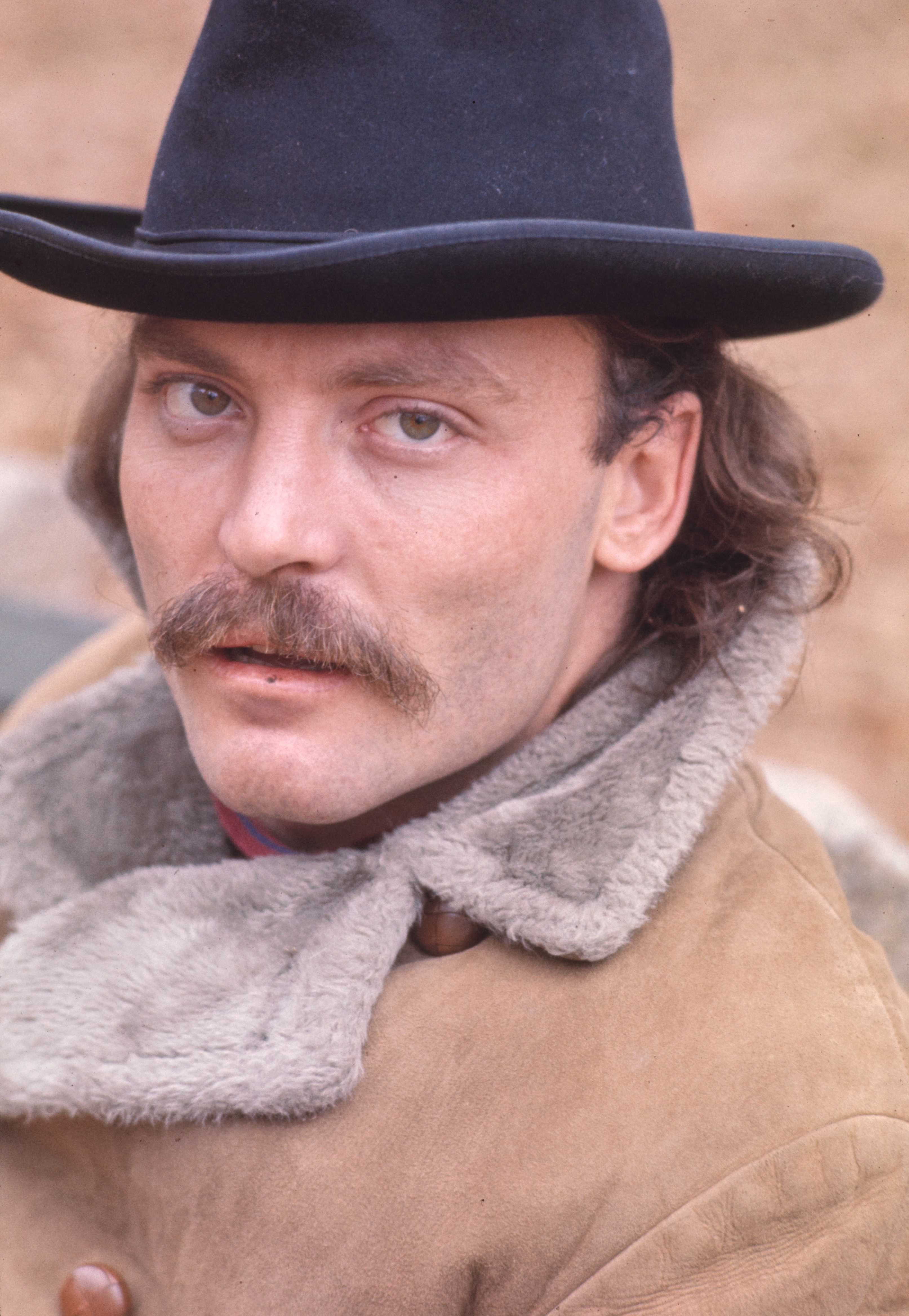
Stacy Keach, 1969

Walter Stacy Keach, Jr. (* 2. Juni 1941 in Savannah, Georgia) ist ein US-amerikanischer Schauspieler und Sprecher. Meist tritt er in dramatischen Rollen auf, seine Stimme ist dem Publikum von PBS und Discovery Channel bekannt. Ursprünglich wurde er zur Unterscheidung von seinem Vater Stacy Keach Sr., der ebenfalls Schauspieler war, Stacy Keach, Jr. genannt.

## Leben
Keach schloss die Van Nuys High School 1959 ab und studierte an der University of California, Berkeley. Er kam an die Yale University’s School of Drama und wurde Fulbright Student an der London Academy of Music and Dramatic Art. Keachs erster Auftritt am Broadway war 1969 als Buffalo Bill in Indianer von Arthur Kopit. Er wurde mit zahlreichen Preisen ausgezeichnet, u. a. Obies, Drama Desk Awards, und Vernon Rice Awards. Er spielte von 1984 bis 1987 den Privatdetektiv Mike Hammer in der gleichnamigen CBS-Fernsehserie.
Besondere Aufmerksamkeit erlangte Stacy Keach 1987 in der Rolle des Ernest Hemingway in der internationalen Fernsehproduktion Hemingway unter der Regie von Bernhard Sinkel. Für die Verkörperung des Nobelpreisträgers wurde er mit dem Golden Globe als bester Hauptdarsteller ausgezeichnet.
Beim Fernsehpublikum bekannt wurde er auch als Sprecher von Nova, National Geographic, und verschiedenen anderen populärwissenschaftlichen Serien. Des Weiteren trat er in der Rolle des Ken Titus, dem Vater in der Serie Titus, als Barabbas in Jesus von Nazareth und als Cameron Alexander in American History X auf. Er war ebenfalls in der Fernsehserie Prison Break zu sehen.
Keach, selbst mit einer Lippenspalte geboren, ist Ehrenvorsitzender der Cleft Palate Foundation, einer Stiftung für Patienten mit Gaumenspalten. Er hat dreimal geheiratet: Marilyn Aiken 1975, Jill Donahue 1981, und Malgosia Tomassi um 1986. Tomassi spielte Maya, die Joga-Nachbarin in der Serie Mike Hammer, Private Eye. Er hat zwei Töchter aus zweiter Ehe und zwei Kinder aus dritter Ehe. 2015 erhielt Keach die polnische Staatsbürgerschaft.
Sein Bruder James Keach ist u. a. als Regisseur und Schauspieler im Filmgeschäft tätig.

## Filmografie (Auswahl)
- 1968: Das Herz ist ein einsamer Jäger (The Heart Is a Lonely Hunter)
- 1970: Der Weg in den Abgrund (End of the Road)
- 1970: The Traveling Executioner
- 1970: Nur Fliegen ist schöner (Brewster McCloud)
- 1971: Doc
- 1972: Fat City
- 1972: Polizeirevier Los Angeles-Ost (The New Centurions)
- 1972: Das war Roy Bean (The Life and Times of Judge Roy Bean)
- 1973: Wilbur and Orville: The First to Fly
- 1974: Luther
- 1974: The Gravy Train
- 1974: Watched!
- 1974: Im Netz der Spinne (All the Kind Strangers)
- 1975: Die Schande des Regiments (Conduct Unbecoming)
- 1976: Abrechnung in San Franzisko (Gli esecutori)
- 1976: Der Mörder in mir (The Killer Inside Me)
- 1977: Jesus von Nazareth (Gesù di Nazareth)
- 1977: Der aus der Hölle kam (The Squeeze)
- 1978: U-Boot in Not (Gray Lady Down)
- 1978: Die weiße Göttin der Kannibalen (La Montagna del dio cannibale)
- 1978: Viel Rauch um nichts (Up in Smoke)
- 1978: Einsame Gegner (Two Solitudes)
- 1978: Die große Offensive (Il grande attacco)
- 1980: The Ninth Configuration
- 1980: Long Riders
- 1981: Truck Driver – Gejagt von einem Serienkiller (Roadgames)
- 1981: Cheech & Chongs heiße Träume (Cheech & Chong’s Nice Dreams)
- 1982: Butterfly – Der blonde Schmetterling (Butterfly)
- 1982: Die Blauen und die Grauen (The Blue and the Gray, Fernsehfilm)
- 1982: Champions (That Championship Season)
- 1983: Mike Hammer – Mord auf Abruf (Murder Me, Murder You)
- 1984: Mickey Spillane’s Mike Hammer: More Than Murder (More Than Murder, Fernsehfilm)
- 1984: Erben der Liebe (Mistral’s Daughter, Fernsehserie, 4 Folgen)
- 1984–1987: Mike Hammer (Mickey Spillane’s Mike Hammer, Fernsehserie, 46 Folgen)
- 1986: Vietnam Adieu (Intimate Strangers, Fernsehfilm)
- 1986: The Return of Mickey Spillane’s Mike Hammer (Fernsehfilm)
- 1987: Hemingway (Vierteiliger Fernsehfilm)
- 1989: Mike Hammer: Murder Takes All (Fernsehfilm)
- 1990: Labyrinth der Vergangenheit (False Identity)
- 1990: Die Klasse von 1999 (Class of 1999)
- 1991: Geliebte Milena (Milena)
- 1991: Operation Haifisch – Lautlos kommt der Tod (Mission of the Shark: The Saga of the U.S.S. Indianapolis, Fernsehfilm)
- 1992: Trucker 2 (Revenge on the Highway, Fernsehfilm)
- 1993: Body Bags (John Carpenter presents Body Bags, Fernsehfilm)
- 1993: Organiac (Sunset Grill)
- 1993: Geiselnahme im Einkaufszentrum (Irresistible Force, Fernsehfilm)
- 1994: Geschändet hinter Gittern (Against Their Will: Women in Prison, Fernsehfilm)
- 1995 & 2003: Ein Hauch von Himmel (Folge 2x03 & 9x11)
- 1995: Ivanhoe, der junge Ritter (Young Ivanhoe, Fernsehfilm)
- 1995: Amanda und der Außerirdische (Amanda & the Alien, Fernsehfilm)
- 1996: Flucht aus L.A. (Escape from L.A.)
- 1996: Lederstrumpf – Der Indianer-Scout (The Pathfinder, Fernsehfilm)
- 1997: Jäger der verborgenen Schatzkammer (Legend of the Lost Tomb, Fernsehfilm)
- 1997: Mörderjagd – Eine Frau schlägt zu (Murder in My Mind, Fernsehfilm)
- 1997: Die Gang (Fernsehserie)
- 1997–1998: Mike Hammer, Private Eye (Fernsehserie, 26 Folgen)
- 1998: American History X
- 1999: Kinder des Zorns 6 – Isaacs Rückkehr (Children of the Corn 666: Isaac’s Return)
- 1999: Icebreaker
- 2000: Outer Limits – Die unbekannte Dimension (The Outer Limits, Fernsehserie, Episode 6x02)
- 2000: Militia
- 2000: Unshackled
- 2000–2002: Titus (Fernsehserie, 54 Folgen)
- 2001: Birds of Passage
- 2001: Wenn die Welt untergeht – Das Wetter-Inferno (Lightning: Fire from the Sky, Fernsehfilm)
- 2003: Mike Hammer: Song Bird
- 2003: Hagelsturm – Die Wetterkatastrophe (Frozen Impact)
- 2003: When Eagles Strike
- 2004: El Padrino
- 2005–2007: Prison Break (Fernsehserie, 23 Folgen)
- 2006: Come Early Morning – Der Weg zu mir (Come Early Morning)
- 2006: Piraten der Karibik (Blackbeard, Fernsehfilm)
- 2006: Prison of Death (Death Row, Fernsehfilm)
- 2007: Emergency Room – Die Notaufnahme (ER, Fernsehserie, 3 Folgen)
- 2007: Honeydripper
- 2008: W. – Ein missverstandenes Leben (W)
- 2008: Ring of death
- 2009: Meteoriten – Apokalypse aus dem All (Meteor, Fernsehzweiteiler)
- 2009: Chicago Overcoat
- 2009: Der Boxer (The Boxer)
- 2010: Two and a Half Men (Fernsehserie, 4 Folgen)
- 2011: Hindenburg (Fernsehzweiteiler)
- 2011: Weather Wars (Fernsehfilm)
- 2012: Das Bourne Vermächtnis (The Bourne Legacy)
- 2012–2013: The Neighbors (Fernsehserie, 3 Folgen)
- 2013: Brooklyn Nine-Nine (Fernsehserie, Folge 1x08)
- 2013: Malibu Country (Fernsehserie, Folge 1x18)
- 2013: Anger Management (Fernsehserie, Folge 1x16)
- 2013: Nebraska
- 2014: Sin City 2: A Dame to Kill For (Sin City: A Dame to Kill For)
- 2014: Wenn ich bleibe (If I Stay)
- 2014: Law & Order: Special Victims Unit (Fernsehserie, Folge 16x02)
- 2014: The Exes (Fernsehserie, Folge 4x04)
- 2015: Hot in Cleveland (Fernsehserie, Folge 6x09)
- 2015: Der Moment der Wahrheit (Truth)
- 2015–2019: Navy CIS: New Orleans (NCIS: New Orleans, Fernsehserie, 6 Folgen)
- 2016: Crowded (Fernsehserie, 13 Folgen)
- 2016: Puls (Cell)
- 2016: Gold – Gier hat eine neue Farbe (Gold)
- 2016: Unter Schwarzem Kreuz – Der Deutschritterorden (Dokumentation, 2 Folgen)
- 2016: Die Tokioter Prozesse (Tokyo Trial, Miniserie)
- 2016: Ray Donovan (Fernsehserie, 2 Folgen)
- 2016–2020: Blue Bloods – Crime Scene New York (Blue Bloods, Fernsehserie, 6 Folgen)
- 2017–2020: Man with a Plan (Fernsehserie, 48 Folgen)
- 2018: Gotti
- 2019–2023: The Blacklist (Fernsehserie, 6 Folgen)
- 2020: Kidding (Fernsehserie, 1 Folge)